# Huosi
Els Huosi foren una de les famílies Uradel (nobles aristocràtics) al ducat de Baviera durant el regnat de la dinastia Agilolfinga, esmentada a la Lex Baiuvariorum del 743.
Moltes abadies al sud de Baviera com Benediktbeuern (739 o 740), Polling (vers 750), Staffelsee (vers 750), Tegernsee (entre 746 i 765), Ilmmünster (762), Schlehdorf (763/772) i Scharnitz (769/772), van ser fundades al segle VIII per gent que es creu que foren membres dels Huosi. Diversos descendents de la família ocuparen el càrrec de bisbe de Freising al segle IX. L'afiliació a la posterior dinastia dels Luitpoldings és possible, però no està provada.